# Hiawatha (film, 1909)
Pour les articles homonymes, voir Hiawatha.
Pour plus de détails, voir Fiche technique et Distribution.
Hiawatha est un film américain réalisé par William V. Ranous sorti en 1909.

## Fiche technique
- Titre : Hiawatha
- Réalisation : William V. Ranous
- Scénario : d'après Le Chant de Hiawatha, poème de Henry Wadsworth Longfellow.
- Production : Independent Motion Picture Company
- Format : noir et blanc; muet
- Durée : 15 minutes
- Genre : Drame
- Date de sortie :
  - États-Unis : 25 octobre 1909

## Distribution
- Gladys Hulette : Hiawatha
- William V. Ranous